# Heizmannia himalayensis
Heizmannia himalayensis är en tvåvingeart som beskrevs av Edwards 1922. Heizmannia himalayensis ingår i släktet Heizmannia och familjen stickmyggor. Inga underarter finns listade i Catalogue of Life.